# کومیته

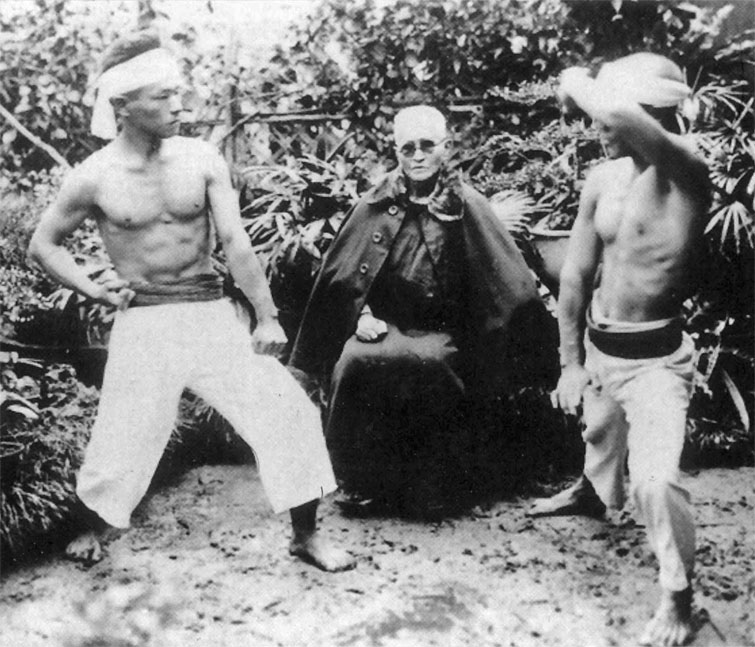

کومیته (به ژاپنی: 組手) یک کلمه ژاپنی به معنای مبارزه و یکی از سه بخش اصلی تمرینات ورزش کاراته به همراه کاتا و کیهون است. در کومیته از فنون آموخته شده در کاتا و کیهون در مقابل یک حریف واقعی استفاده می‌شود.
کومیته ممکن است برای افزایش مهارتی خاص یا به‌عنوان یک مسابقه انجام شود.
کومیته به سه بخش ایپون کومیته (مبارزه امتیازی) جیون کومیته (مبارزه آزاد) و بونکای کومیته (مبارزه نمادین با تکنیک‌های سنتی) تقسیم می‌شود.

## مسابقه
در مسابقات زیر نظر فدراسیون جهانی کاراته (World Karate Federation) و بسیاری از مسابقات کاراته ورزش‌کاران اجازه ضربه با مشت (سوکی) و لگد (گِری) به شکم و سینه (چودان) و سر (جودان) را دارند. روش امتیازدهی در اکثر سبک‌های اصلی و مهم به این شکل است:
- یک امتیاز: ضربه مشت به بدن، بالای کمربند تا شانه‌ها یا سر و صورت
- دو امتیاز: ضربه لگد به بدن، پهلو و شکم (بالای کمربند تا شانه‌ها)
- سه امتیاز: ضربه لگد به سر و صورت و سرنگون شدن حریف به شرطی که کاملاً روی زمین افتاده باشد و اجرای یک تکنیک (مانند مشت یا لگد) در ادامه آن.